# 텍사스 크리스천 대학교
텍사스 크리스천 대학교(Texas Christian University, TCU)는 미국 텍사스주 포트워스에 위치한 사립 연구형 대학이다. 1873년에 애디슨 형제와 랜돌프 클라크에 의해 "Add-Ran Male & Female College"라는 교명으로 설립되었다. 크리스천 교회 (제자회)와 연계하고 있다.
캠퍼스의 면적은 110헥타르이며 다운타운 포트워스로부터 5킬로미터 지점에 위치해 있다. TCU는 크리스천 교회 (제자회)와 연게는 하고 있으나 관리를 받고 있지는 않다. 이 대학교는 8개의 구성 칼리지와 스쿨을 갖추고 있으며 고전 자유과 커리큘럼을 보유하고 있다.